# Право на држање и ношење оружја
Право на држање и ношење оружја (често се назива и само право на ношење оружја) право је појединца да поседује оружје (наоружање) ради сопствене одбране. Само неколико земаља на свету признаје ово право и гарантује га на законском нивоу, а поједине земље га штите на уставном нивоу.